# 中村 (福岡県)
中村（なかむら）は、福岡県鞍手郡にあった村。現在の宮若市の一部にあたる。

## 地理
遠賀川支流、犬鳴川の左岸に位置していた。

## 歴史

### 沿革
- 1889年（明治22年）4月1日 - 鞍手郡平村、宮永村、黒丸村、稲光村、高野村、竹原村が合併して村制施行し、中村が設立[1][2]。
- 1951年（昭和26年）4月1日 - 鞍手郡若宮町、山口村と合併し、若宮町が存続して廃止された[1][2]。

### 地名の由来
合併各村を総称して中谷としてきたことによる。